# Svojšín
Svojšín är en ort i Tjeckien.   Den ligger i regionen Plzeň, i den västra delen av landet, 110 km väster om huvudstaden Prag. Svojšín ligger 395 meter över havet och antalet invånare är 446.
Terrängen runt Svojšín är huvudsakligen platt. Svojšín ligger nere i en dal. Runt Svojšín är det ganska tätbefolkat, med 65 invånare per kvadratkilometer. Närmaste större samhälle är Stříbro, 6,3 km öster om Svojšín. I omgivningarna runt Svojšín växer i huvudsak blandskog.